# WWE SmackDown vs. Raw 2008
WWE SmackDown vs. Raw 2008 (Exciting Pro Wrestling 9 al Japó) és un videojoc de lluita previst per ser llançat per la PlayStation 2, PlayStation 3, Xbox 360 i Wii, per les videoconsoles i la PlayStation Portable, i Nintendo DS per les consoles portàtils per THQ i desenvolupat per YUKE's Future Media Creators.
Serà el darrer videojoc de la saga de videojocs WWE SmackDown! basats en la promoció de la lluita lliure professional del World Wrestling Entertainment (WWE). Serà la continuació del videojoc del 2006, WWE SmackDown vs. Raw 2007, i serà el primer a incloure l'ECW. I serà el primer videojoc de la història dels videojocs de la WWE per les consoles de la setena generació.

## Personatges
Superestrelles
| - Batista - Bobby Lashley - Chavo Guerrero - Chris Benoit - Chris Masters - CM Punk - Edge - Elijah Burke - Jeff Hardy - John Cena - Kane | - Kevin Thorn - Marcus Cor Von - Randy Orton - Rey Mysterio - Ric Flair - The Sandman - Shawn Michaels - Snitsky - Triple H - Umaga - The Undertaker |

Dives
| - Ashley - Candice Michelle - Kelly Kelly - Melina - Michelle McCool - Mickie James - Torrie Wilson |

Comentaristes
| - RAW - Jim Ross - Jerry "The King" Lawler | - ECW - Joey Styles - Tazz | - SmackDown! - Michael Cole - JBL |

## Tipus de lluites anunciades
| - Hell in a Cell - Ladder Match - Hardcore Match/Extreme Rules - First Blood - Last Man Standing |

## Marques anunciades
- Raw
- SmackDown!
- ECW